# Scéla Cano meic Gartnáin
O Scéla Cano meic Gartnáin (em português:  A História de Cano mac Gartnáin) é um conto em prosa do século IX, ou mais tarde, escrito em irlandês antigo. Faz parte dos Ciclos dos Reis.
Ele narra o exílio e o regresso de Cano mac Gartnáin na Escócia do século VI. O conto envolve figuras históricas, como o próprio Cano; seu pai Gartnán ou Gartnait; Áedán mac Gabráin, o rei da Escócia; Diarmait e Blathmac, filhos de Áed Sláine; Guaire Aidne mac Colmáin dos Uí Fiachrach, o rei de Connacht e pai de Créd, o verdadeiro amor de Cano.
Os anais irlandeses contêm um número de trechos que pode sugerir que existe um núcleo de verdade por trás da invenção literária no conto sobrevivente, embora Cano Garb mac Gartnáin, Guaire Aidne e os filhos de Áed Sláine tenham existido há mais de meio século depois de Áedán mac Gabráin.